# Odontopera nubigosa
Odontopera nubigosa là một loài bướm đêm trong họ Geometridae.